# Хаслох (Рейнланд-Пфальц)

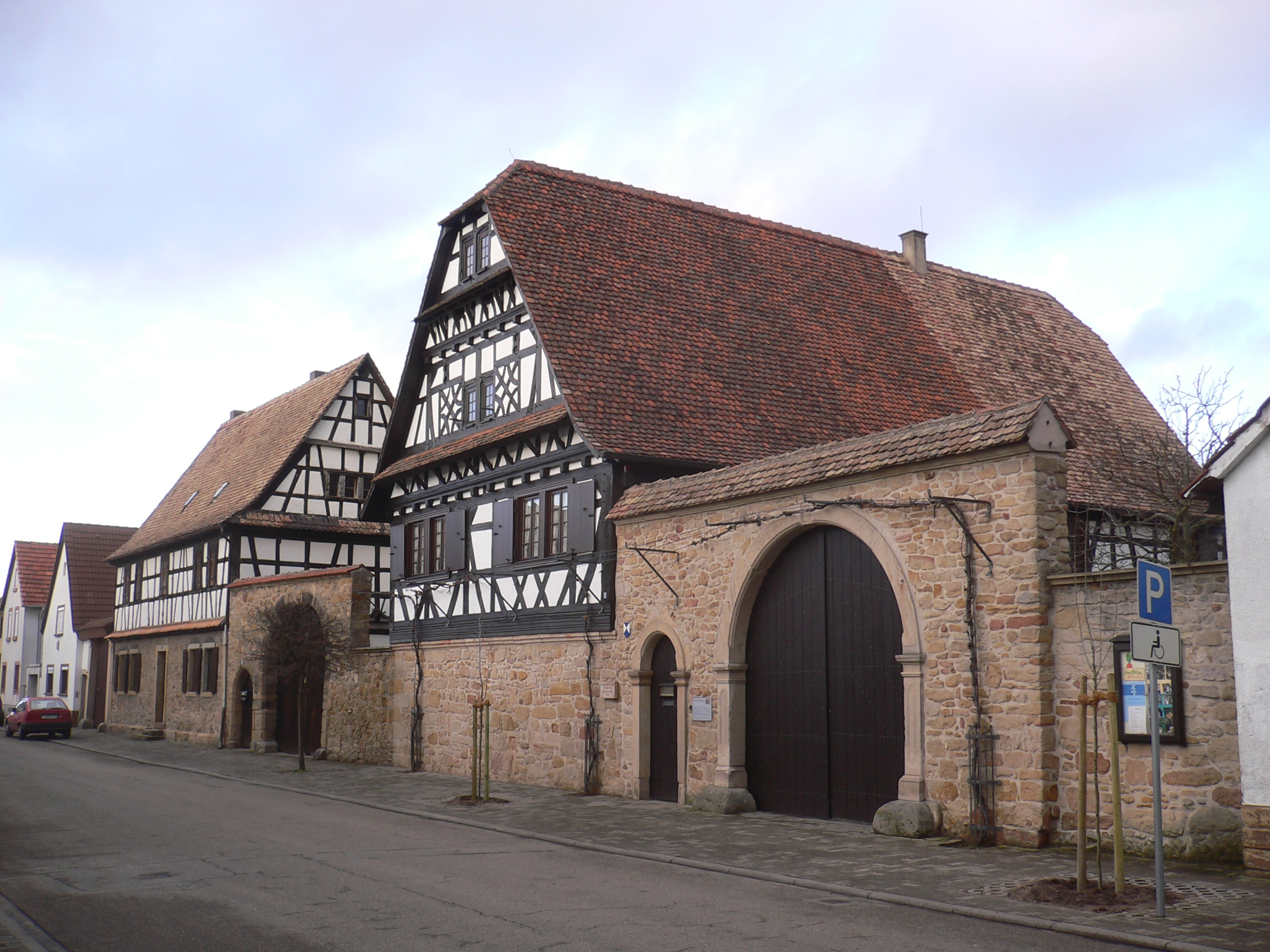
Хаслох

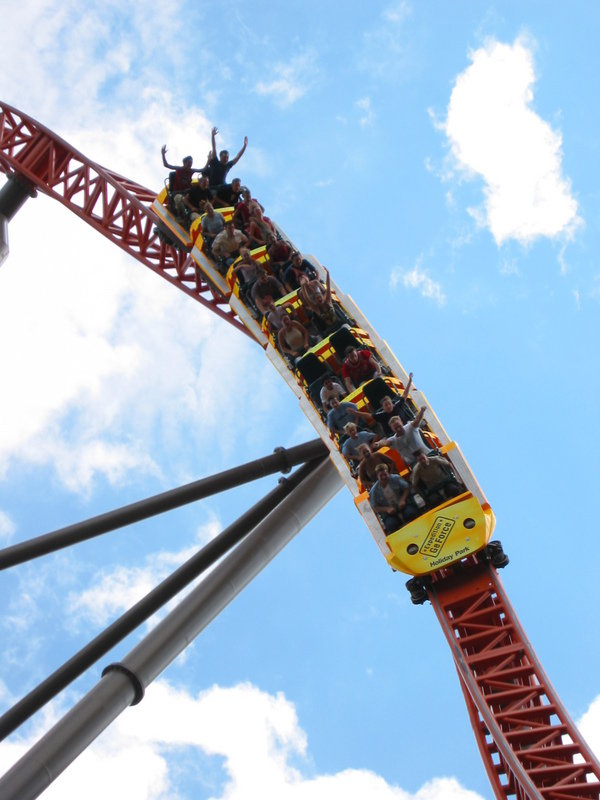
Парк

Хаслох (нем. Haßloch) — община в Германии, районный центр, расположен в земле Рейнланд-Пфальц. 
Входит в состав района Бад-Дюркхайм.  Население составляет 20 416 человек (на 31 декабря 2010 года). Занимает площадь 39,95 км².